# 水上のフライト
『水上のフライト』（すいじょうのフライト）は、2020年11月13日に公開された日本映画
。監督は兼重淳、主演は中条あやみ。「TSUTAYA CREATORS' PROGRAM FILM 2017」審査員特別賞受賞作品。
脚本を手がけた土橋章宏が、パラカヌー日本代表選手であり、リオパラリンピックにも出場した瀬立モニカとの交流を通じて作り上げたオリジナルストーリー。走り高跳びの有望選手であったが、不慮の事故により下半身麻痺になった女性がパラカヌーと出会ったことにより自らの道を切り開いていく過程を描く。
なお、2020年に開催された第33回東京国際映画祭で、特別招待作品として11月4日に東京・EXシアター六本木でワールドプレミア上映が開催され、上映前に舞台挨拶が行われた。
また、公開初日の11月13日にも東京・新宿バルト9で初日舞台挨拶が行われた。

## あらすじ
体育大学3年生の藤堂遥は、走高跳の女王と呼ばれ、オリンピック出場を目指す実力のある選手だが、自分にも他人にも厳しく「弱いのは努力が足りないから」などと突き放した言葉を言ってしまうことがある。
そんなある日、雨の中を走って帰宅しようとして、交通事故に遭ってしまう。
３日後に目覚めた遥に医師から告げられたのは、脊髄損傷による下半身麻痺。その後も何度も検査をしたが、もう脚が動くことはないだろうとのこと。
後輩選手の村上みちるの活躍をテレビで観たりして、心を閉ざす遥を心配した母・郁子は、遥の父親の親友である、カヌーコーチの宮本浩に家に来てもらい、遥にカヌーを勧めてもらう。
遥は小学生の時にカヌーをしていたこともあり、カヌーの楽しさにも目覚めていき、カヌーを通じてブリッジスクールの杉下里奈や佐藤達也とも仲良くなり、新しい仲間もでき、少しずつ笑顔も取り戻していく。
「カヌーに乗ればみんなと同じ」視線の高さも同じだし、見た目も動きもみんなと変わらない。意外な発見が嬉しかった。
負けず嫌いで運動神経もいい遥は、どんどん上手になっていく。そんなある日、ブリッジスクール出身で、義肢装具士をしている加賀颯太が競技用のカヌーを持ってやって来る。
そして、遥は宮本から「カヌーでパラリンピックを目指さないか？」と誘われる。
しかし、遥は「バカじゃないの！ 私は走高跳でオリンピックにでたかったの。私は空を飛びたかったの。なのに走高跳がだめならカヌーでパラリンピック？」と泣きながら言い返す。
その後、遥はやり場のない思いを抱えて自暴自棄に坂道で車椅子を走らせて転倒してしまうが、たまたま通りかかった里奈や達也に助けてもらう。そして、颯太に車椅子を修理してもらい、体と一体化する装具の大切さを知る。
それに、応援してくれるカヌーの仲間たちや母・郁子、それに宮本や颯太の想いに気付く。みんな失ったと思った。人生も夢も友だちも。でも本当は自分自身を見失っていただけで、みんなそばにいてくれた。遥は走高跳への思いを断ち切り、パラカヌーを新しい目標とする決意を固めていく。
カヌーの林間合宿で訪れた山中湖で、1人でカヌーの練習をする遥の姿を見た里奈が「きれい! お姉ちゃん、空を飛んでいるみたい」とうっとりとした思いで言った。きらきらした湖面に空が映ってカヌーに乗った遥は空を飛んでいるように見える。
ある日、後輩のみちるが調子を崩して悩んでいると連絡を受けた遥は、わざと厳しい言葉を投げかけて、みちるに「調子が良くても悪くても結局やることは同じ。自分を信じて努力するしかないんだよ」と励ます。 そして「先輩からの最後の命令。走高跳の女王の座は、みちるが守って」と言って、「私も飛ぶから」と遥がみちるに笑顔を向ける。
その後開催された、日本パラカヌー選手権大会の女子KL2の200M決勝には、日本のトップ選手の朝比奈麗香と競い、水上を滑空するようにカヌーを漕ぐ遥の姿があった。

## キャスト
- 藤堂遥：中条あやみ
- 加賀颯太：杉野遥亮[4]
- 村上みちる：高月彩良
- 朝比奈麗香：冨手麻妙
- 佐藤達也：高村佳偉人 [11]
- 杉下里奈：平澤宏々路 [11]
- 藤堂郁子：大塚寧々[4]
- 宮本浩：小澤征悦[4]

## スタッフ
- 監督：兼重淳
- 企画：土橋章宏
- 脚本：土橋章宏、兼重淳
- 音楽：上野耕路
- 主題歌：SUPER BEAVER『ひとりで生きていたならば』[12]
- プロデューサー：遠山大輔、田中美幸
- スーパーバイジング・プロデューサー：久保田修
- アソシエイト・プロデューサー：小林麻奈実
- ライン・プロデューサー：原田文宏
- 撮影：向後光徳（J.S.C.）
- 照明：斉藤徹
- 美術：布部雅人、春日日向子
- 録音：大竹修二（J.S.A.）
- 装飾：松尾文子
- 編集：川瀬功（J.S.E.）
- 衣装：加藤哲也
- ヘアメイク：知野香那子
- スクリプター：増子さおり
- 助監督：渡辺圭太
- 制作担当：阿部史嗣
- 協賛：SOMPOひまわり生命保険
- 広報協力：東京都 TEAM BEYOND 東京パラスポーツプロジェクト
- 協力：一般社団法人日本障害者カヌー協会
- 配給：KADOKAWA
- 宣伝：シンカ
- 制作プロダクション：C&Iエンタテインメント
- 製作幹事：カルチュア・エンタテインメント
- 製作：映画「水上のフライト」製作委員会

## ノベライズ
- 本作品の企画・脚本を担当した土橋章宏により、ノベライズがされ、映画の公開に先がけて2020年5月12日に文庫として発売された[13]。

（※ノベライズ版では、遥はパラリンピック出場権獲得のためにワールドカップに出場し、世界女王のミッシェル・ミューラーと競っており、映画の中で日本パラカヌー選手権大会で競う朝比奈麗香はノベライズ版では遥をサポートするコーチとなっている）

## 書誌情報
1. 水上のフライト（2020年5月12日、徳間文庫、ISBN 978-4-198-94561-9 )